# Малък Палаз
Малък Палаз (на румънски: Palazu Mic) е село в окръг Кюстенджа, Северна Добруджа, Румъния.

## История
До 1940 година в Малък Палаз има българско население, което се изселва в България по силата на подписаната през септември същата година Крайовска спогодба.